# Guddadaneralakere, Bhadravati
Guddadaneralakere là một làng thuộc tehsil Bhadravati, huyện Shimoga, bang Karnataka, Ấn Độ.